# Daybreakers
Daybreakers (La hermandad en México y Perú y Vampiros del día en Argentina) es una película, thriller de ciencia ficción, escrita y dirigida por los hermanos Michael Spierig y Peter Spierig, en la que narra un futuro cercano en el que la población humana está en el abismo de su extinción debido a un brote por el cual los humanos se convierten en vampiros. 
El largometraje narra un nuevo punto de vista del género vampírico, en el que nos sitúa ante una raza inteligente como los humanos huyendo del tópico de monstruos carentes de inteligencia con el único afán de alimentarse.

## Argumento
En el año 2019 una plaga ha terminado transformando a casi el total de la población de la Tierra en vampiros. Las escasas reservas de humanos para el abastecimiento de sangre son insuficientes y están a punto de llegar a su fin. El protagonista (Ethan Hawke) es un científico que trata de crear un sustituto de la sangre para contrarrestar el problema. La película se inicia con una niña, que aparentemente está atormentada por su condición de inmortalidad de vampiresa, entonces se suicida mostrándose ante el sol.
Mientras tanto, debido a que los vampiros conforman la mayoría de la población, los humanos viven ocultos para no ser puestos en un tipo de granjas (instalaciones científicas) en las que se les quita toda la sangre de sus cuerpos, así que para la sociedad pública, su única opción es ser convertidos, o morir. Los vampiros, al no tener suficiente sangre en sus cuerpos por una cantidad considerable de tiempo, se convierten en formas mutantes de murciélago. Ed Dalton, un hematólogo, trabaja en operaciones para conseguir acabar con la crisis. Él se dirige a trabajar cuando lo llaman a una junta en la que revelan que han estado haciendo pruebas, en lo referente a la sed. Cuando Charles Bromley habla con Ed sobre lo que opina del vampirismo, Charles opina que es un regalo, le cuenta que él padecía de cáncer y se convirtió en vampiro para curarse y estar cerca de su hija, transformándola también, pero esta se negó, y huyó. Cuando Ed llega a casa su hermano, Frankie, le trae una botella de sangre humana (cosa que no se consigue muy a menudo, dado que la sangre de humanos escasea) como regalo, por su décimo cumpleaños de cumplir los 35. Ed le dice que no toma sangre humana y vacía la botella, derramándola toda. Luego llega uno de los que tienen el problema de la sed, atacando a Frankie,. Luego de que el enfermo es asesinado por los dos, llega la policía y Ed descubre que el enfermo era el jardinero del barrio (al encontrar un anillo que dice su nombre), y se sorprende al haberlo visto bien hace dos semanas. Pero en eso un policía le dice que si se alimentaba de sangre de otros vampiros, se aceleraba el cambio de la epidemia. Durante la noche, Ed casi se estrella con su auto. Luego ve que los que lo desviaron, son de la resistencia humana. Como Ed no tiene prejuicios contra los humanos los oculta en el auto. Cuando los policías se van, los humanos huyen.
Otro día, Ed quiere evitar el caos del agotamiento de las reservas de sangre, y por otro, impedir la extinción de los humanos y acabar con su esclavitud. Va a ver a un tipo llamado Elvis, que se deshizo de su propio vampirismo al mostrarse al sol y caerse al agua. Luego, Ed comienza a trabajar para los humanos. Mientras, en el mundo de los vampiros, Bromley interroga a Frankie, y al final le ordena transformar a su hija. Después, ella se niega a beber su ración de sangre, por lo que al final se convierte en otro infra-ser. En la resistencia, los descubren, pero Ed logra curar su vampirismo de una manera más segura que la que utilizó Elvis: hacerlo en un tubo filtrador, protegiendo a Elvis con una máscara de aire. Cuando llegan a casa del amigo de Ed, Christopher, el finge creerles que el vampirismo se puede curar. Christopher recibe una llamada y les dice que es su esposa, pero luego se revela que era una llamada de Bromley, llegan los soldados (entre ellos esta el hermano de Ed). Cuando son capturados, Bromley le revela a Ed que Christopher ha logrado crear un sustituto de la sangre, cuya producción empezará en dos días. Ed lo provoca, recordándole lo de su hija. Bromley bebe su sangre, pero es convertido en humano. Ahí Ed revela que la sangre de vampiro tratada (como la suya, o la de Elvis) sirve para eliminar el vampirismo de los vampiros. Lo llevan por un ascensor, y los soldados, enloquecidos por el hambre, lo matan, bebiendo de su sangre, y transformándose en humanos, causando un frenesí, entre la muerte y la humanización, (en el que Frankie se sacrifica voluntariamente, ya que el bebió de la sangre tratada de Elvis). Al final, Ed dice: Tenemos la cura, ahora solo tenemos que esparcirla, pensando en los millones de vampiros restantes en el mundo.

## Elenco
- Ethan Hawke es Edward Dalton.
- Willem Dafoe es Lionel Elvis Cormac.
- Sam Neill es Charles Bromley.
- Claudia Karvan es Audrey Bennett.
- Michael Dorman es Frankie Dalton.
- Isabel Lucas es Alison Bromley.
- Vince Colosimo es Christopher Caruso.
- Robyn Moore es la forense investigadora Simms.